# Sarcină elementară
În fizică, sarcina elementară reprezintă valoarea absolută a sarcinii electrice a electronului.
Este o constantă fizică universală și are valoarea
{\displaystyle e=1,602\ 176\ 565(35)\times 10^{-19}\ \mathrm {C} ,}
cu o incertitudine de {\displaystyle 0{,}000\,000\,035\cdot 10^{-19}\ } Coulomb.
Relația inversă:
{\displaystyle 1\ \mathrm {C} =6{,}24\ldots \cdot 10^{18}e\ .}